# Agneta von Barkow
Agneta von Barkow (geboren als Agneta Richter 31. März 1907 in Hamburg; † 11. Februar 1981 in Eichwalde) war eine deutsche Widerstandskämpferin und Geschäftsfrau.

## Leben
Agneta Richter wurde am 31. März 1907 in Hamburg geboren. Sie besuchte in Berlin das Luisen-Oberlyzeum, dort war Elisabeth Abegg eine ihrer Lehrerinnen. Nach dem Abitur studierte sie in Rostock Neuere Sprachen und Kunstgeschichte. Bereits im Studium geriet sie schon zu Beginn des NS-Regimes ab 1933 in Konflikte aufgrund ihrer Abneigung gegen den Nationalsozialismus. Nach dem Studium arbeitete sie im Kunsthandel. Sie gab ihre Anstellung auf, als sie bemerkte, dass beschlagnahmte Werke veräußert wurden.
In Berlin eröffnete Richter ein Geschäft, in dem sie mit Kupferstichen handelte. Sie lernte den russischen Kaufmann Leonidas von Barkow kennen, den sie 1941 heiratete. Im Jahr 1942 bekam sie einen Sohn. Ihre ehemalige Lehrerin Elisabeth Abegg, die ab 1942 ein Hilfsnetzwerk für Jüdinnen und Juden aufgebaut hatte, bat 1943 von Barkow, die jüdische Modistin Hertha Blumenthal zu verstecken. Hertha Blumenthal war die Mutter einer anderen Schülerin Abeggs. Für sechs Monate versteckte von Barkow Blumenthal in ihrer Wohnung und in ihrem Geschäft. Als sie im September 1943 von einer Nachbarin wegen „wehrkraftzersetzender“ Äußerungen angezeigt wurde, konnte Blumenthal noch ihr Quartier wechseln, um einer Verhaftung zu entgehen. Hertha Blumenthal überlebte die Verfolgung und konnte nach dem Krieg nach Stockholm zu ihrer Tochter auswandern.
Aufgrund der Anzeige wurde Agneta von Barkow festgenommen und verhört. Da sie jedoch schwanger war, wurde sie zunächst entlassen, jedoch unmittelbar nach der Geburt ihrer Tochter erneut verhaftet. Am 11. September 1944 wurde sie vom Kammergericht Berlin wegen „Wehrkraftzersetzung“ zu einer Strafe von dreieinhalb Jahren Zuchthaus verurteilt. Ihre Haft verbrachte sie in Cottbus und Leipzig und war dabei in ständiger Sorge um die Kinder.
Durch amerikanische Truppen wurde von Barkow im April 1945 befreit. Nach dem Krieg zog sie nach Eichwalde bei Berlin und trennte sich von ihrem Mann. In Eichwalde arbeitete sie als Handelslehrerin.
Agneta von Barkow starb am 11. Februar 1981 in Eichwalde.